# Giuseppe Maria Buini
Giuseppe Maria Buini (Bolonia, ca. 1680 - 13 de mayo de 1739) fue un compositor italiano del periodo barroco, conocido principalmente por sus óperas. Era también organista y poeta, escribiendo generalmente sus propios libretos.

## Selección de óperas
- L'Adelaide, 1725.
- L'Agrippa tetrarca de Gerusalemme, Milán, 1724.
- Albumazar, Bolonia, 1727.
- Gli Amici, Bolonia, 1734.
- Armida abbandonata, Bolonia 1716.
- Armida delusa, Venecia, 1720.
- Gli Sdegni Cangiati in Amore, drama estrenado en el Teatro Giustiniano di S. Moisé, Venecia, en el carnaval del año 1725. La acción de la ópera tiene lugar en la ciudad de Sevilla, España.